# نیکولایفکا (شهرستان آلکسیفسکی، استان بلگورود)
نیکولایفکا (انگلیسی: Nikolayevka) یک شهرک در بخش آلکسیفسکی استان بلگورود کشور روسیه است.